# Georges Detreille
Georges Detreille (n. 9 septembrie 1893, Paris, Île-de-France, Franța – d. 13 mai 1957, Nisa, Franța) a fost un ciclist francez, medaliat olimpic. A participat la o ediție a Jocurilor Olimpice (1920) în care a câștigat o medalie de aur.

## Participări
Lista de mai jos prezintă principalele competiții la care a participat Georges Detreille de-a lungul carierei.
- cyclisme aux Jeux olympiques d'été de 1920 – course sur route par équipe hommes[*]